# 22562 Wage
22562 Wage è un asteroide della fascia principale. Scoperto nel 1998, presenta un'orbita caratterizzata da un semiasse maggiore pari a 2,7508637 UA e da un'eccentricità di 0,1355933, inclinata di 2,36076° rispetto all'eclittica.